# ブルー・スターR&D
株式会社ブルー・スターR&D（ブルースターアールアンドディ、英: Blue Star R&D Co., Ltd.）は、神奈川県相模原市中央区に本社を置く、超音波バリ取り装置や超音波洗浄装置などの製造・販売を行う機械メーカーである。

## 主な製品
- 超音波バリ取り洗浄装置
- 超音波洗浄装置
- 超音波バリ取り装置
- 超音波バリ取り研磨洗浄装置
- 超音波音圧計

## 主な事業拠点
- 本社 - 神奈川県相模原市中央区横山台1丁目31番1号

### 実験拠点
- 本社・相模原
- 中国・北京
- 中国・天津
- 中国・東莞

### 展示室
- タイ・バンコク

## 主な受賞歴
- 第38回 素形材産業技術賞
- 文部科学大臣表彰 科学技術賞
- 新機械振興賞 審査員特別賞
- 第14回 多摩ブルー・グリーン賞　技術・製品部門　最優秀賞[1]
- 相模原市トライアル発注認定製品
- 第41回発明大賞 日本発明振興協会会長賞[2]
- かながわ 産業Navi大賞 2015　フロンティア部門大賞[3]
- 第27回 中小企業優秀新技術・新製品賞　優秀賞
- 第31回 神奈川工業技術開発大賞　奨励賞
- 日本機械学会関東支部神奈川県ブロック　技術賞